# Adventureland (jeu vidéo)
Pour les articles homonymes, voir Adventureland (homonymie).
Adventureland est un jeu vidéo d’aventure développé par Scott Adams et publié par Adventure International en 1978 sur TRS-80. Il est ensuite porté sur de nombreuses plates-formes dont l’Apple II, l’Atari 8-bit ou le ZX Spectrum. Il est généralement considéré comme étant le premier jeu d’aventure à être commercialisé sur micro-ordinateur et son succès conduit Scott Adams à fonder la société Adventure International, avec sa femme Alexis Adams, pour se consacrer entièrement au développement et à l’édition de jeu vidéo,. Adventureland est fortement influencé par le jeu d’aventure Colossal Cave Adventure que Scott Adams découvre alors qu’il travaille pour la société Stromberg-Carlson. Le fait que celui-ci ne soit jouable que sur ordinateur central l’empêche cependant de le montrer à ses amis et il décide alors de créer son propre jeu d’aventure sur son micro-ordinateur TRS-80,. Un peu plus de six mois lui sont nécessaires pour le programmer. Impressionné par le jeu, ses amis et les membres de son club d’informatique le convainquent de le mettre en ventes mais en 1978, l’industrie du jeu vidéo n’en est qu’à ses débuts et les possibilités pour vendre un tel programme sont limitées. Il le distribue donc par correspondance après en avoir fait la publicité dans plusieurs magazines spécialisés et, lorsque ses ventes commencent à décoller, il décide avec sa femme de fonder sa propre société de développement et d’édition de jeu vidéo, qu’il baptise Adventure International. Scott Adams et sa femme développe ensuite plus d’une dizaine de jeux d’aventure dans la lignée d’Adventureland dont Pirate Adventure, Mission Impossible, Voodoo Castle (en), The Count, Strange Odyssey (en) et Mystery Fun House.